# Едді Етаета
Едді Етаета (фр. Eddy Etaeta, нар. 1 червня 1970) — таїтянський футболіст, який грав на позиції півзахисника у клубі «Веню» та національній збірній Таїті. Після завершення виступів на футбольних полях — таїтянський футбольний тренер, який очолював збірну Таїті, та здобув з нею перемогу на кубку націй ОФК 2012 року.

## Кар'єра футболіста
На клубному рівні Едді Етаета грав у складі команди «Веню». З 1992 до 1998 року Етаета грав у складі національної збірної Таїті. У складі збірної футболіст у 1996 році став срібним призером кубка націй ОФК 1996 року. Загалом за збірну зіграв 5 офіційних матчів, у яких забитими голами не відзначився.

## Тренерська кар'єра
У 2010 році Едді Етаета очолив національну збірну Таїті. У 2011 році збірна під його керівництвом зайняла третє місце на Тихоокеанських іграх. Наступного року збірна Таїті після невеликої перерви стартувала на кубку націй ОФК 2012 року, на якому здобула перемогу. Це дозволило збірній уперше в історії як чемпіону Океанії зіграти на Кубку конфедерацій 2013 року, на якому, щоправда, команда зупинилась на груповому етапі. У 2015 році Едді Етаета залишив роботу в збірній, та перебрався до Франції, де працював у регіональній лізі.

## Особисте життя
Рідний брат Едді Етаети, Ерік Етаета, також грав у складі національної збірної Таїті.